# Vidonín
Vidonín (deutsch Widonin) ist eine Gemeinde in Tschechien. Sie liegt zehn Kilometer nördlich von Velká Bíteš und gehört zum Okres Žďár nad Sázavou.

## Geographie
Vidonín befindet sich in der zur Böhmisch-Mährischen Höhe gehörigen Křižanovská vrchovina (Krischanauer Bergland) in der Quellmulde eines kleinen Zuflusses rechtsseitig über dem Tal der Libochovka. Westlich erhebt sich der Strážnice (583 m).
Nachbarorte sind Radňoves, Meziboří und Borky im Norden, Vratislávka im Nordosten, Jeřábkův Mlýn und Žďárec im Osten, Rojetín im Südosten, Borovník und Rozseč im Süden, Milešín im Südwesten, Heřmanov im Westen sowie Nová Ves im Nordwesten.

## Geschichte
Erstmals urkundlich erwähnt wurde das Vladikengut Vidonín 1354 als Besitz des Jan von Vidonín. Das restliche Dorf gehörte in der zweiten Hälfte des 14. Jahrhunderts Jan und Jindřich von Meziříčí. Nach 1430 über schrieb Dobeš von Meziříčí Vidonín an Viktorin von Schönwald. Nach dem Tode von Margarethe von Schönwald, die Vidonín 1459 geerbt hatte, fiel ein Teil des Dorfes Georg von Podiebrad zu. 1498 kaufte Jan Lechvický von Zástřizl einen Teil von Vidonín. Das Gut erlosch am Anfang des 16. Jahrhunderts. Jindřich Lechvický von Zástřizl erwarb schließlich alle Anteile von Vidonín. 1512 verkaufte er den Besitz an Wilhelm II. von Pernstein. Zu den nachfolgenden Besitzern gehörte Katharina von Čížov. Sie verkaufte Vidonín 1617 an Jan Humpolecký von Rybenský auf Ossowa. Bis 1848 blieb Vidonín an Ossowa angeschlossen.
Nach der Aufhebung der Patrimonialherrschaften bildete Vidonín ab 1850 einen Ortsteil der Gemeinde Hermannschlag in der Bezirkshauptmannschaft Groß Meseritsch im Iglauer Kreis. 1869 lebten in Vidonín 221 Menschen. Bis 1874 war Vidonín nach Hermannschlag eingeschult, danach eröffnete im Dorf eine eigene Schule. 1875 entstand die politische Gemeinde Vidonín. 1880 hatte das Dorf 249 Einwohner und im Jahre 1900 waren es 218. Ab 1949 gehörte die Gemeinde zum Okres Velká Bíteš. Zu Beginn des Jahres 1961 wurde das Dorf dem Okres Žďár nad Sázavou zugeordnet. 1993 wurde die Kapelle renoviert.

## Ortsgliederung
Für die Gemeinde Vidonín sind keine Ortsteile ausgewiesen. Zu Vidonín gehören die Einschichten Jeřábkův Mlýn und Brabcův Mlýn.

## Sehenswürdigkeiten
- Kapelle des hl. Antonius und Thaddäus, am Dorfplatz